# 명정초등학교
명정초등학교는 대한민국 울산광역시 중구에 있는 초등학교다.

## 학교 연혁
- 1992.03.01명정초등학교 개교
- 1995.03.01 경상남도교육청 지정 에너지 절약 시범학교 운영(2년간)
- 1999.10.26 교육부지정 열린교육 시범학교 공개보고회
- 2001.03.01 울산광역시교육청 지정 통일교육 연구학교 운영(2년간)
- 2002.03.01 부산교육대학교 대용부설 초등학교 지정
- 2007.03.01 울산광역시교육청 지정 환경교육 시범학교 운영(2년간)
- 2009.07.01 사교육 없는 학교 선정(4년간)
- 2009.09.11 2009 하반기 교원능력개발평가 선도학교 운영
- 2010.03.01 울산광역시교육청 지정 사교육절감형 창의경영학교 정책연구학교 운영(2년간)
- 2010.12.29 2010년 100대 교육과정(창의․인성교육) 우수학교 선정(교육과학기술부)
- 2011.03.01 2009 개정교육과정 선도학교 운영
- 2011.09.01 주5일 수업제 시범운영학교
- 2012.09.01 제9대 박정묵 교장 취임
- 2012.12.13 울산광역시교육청 선정 청렴우수기관
- 2013.03.01 자율학교 지정
- 2013.12.18 제12회 명정오케스트라 정기 연주회
- 2014.02.20 제22회 졸업식(졸업생 244명, 총 9,876명)
- 2014.03.01 제47학급 편성
- 2014.03.01 울산광역시교육청 지정 인성교육중심수업강화 정책연구학교 운영(2년간)